# 福斯羅公司
福斯罗公司是总部设在德国北莱茵-威斯特法伦州的韋爾多爾的鐵路技術公司。2016年營業额约9.3亿欧元，至2017年有4,000多名员工。 
福斯羅是全球軌道固定零件與轉轍器的領導廠商，在北美洲是混凝土铁路枕木的領導廠商。維護軌道方面，福斯羅提供了高速磨削技術。
福斯羅公司主要的客户是公共和私营铁路公司，路網运营商，以及区域和市區运输公司。目標市場主要是中国，美国，俄罗斯和西欧，在欧洲的重要生产基地位于德国，法国，卢森堡，波兰和斯堪的纳维亚。此外在亚洲，北美和南美，澳大利亚和俄罗斯设有子公司。 

## 历史
该公司以鐵匠爱德华·福斯羅（Eduard Vossloh）的名字命名。 1883年他从皇家普鲁士铁路公司获得了第一份合約，製造钢轨固定零件的弹簧垫圈。 1888年7月11日，爱德华·沃斯洛（Eduard Vossloh）公司成立。弹簧垫圈和其他零件都是在该家庭的打鐵铺中生产的。直到今天，韋爾多爾仍然是Vossloh AG和Vossloh Fastening Systems GmbH（核心组件部门）的总部所在地。 

## 公司结构
公司的核心業務是鐵路基础设施，分成三個部門：核心组件、客製化模組、生命周期解决方案。
公司還有第四個部门（运输部門），涵盖柴油机车的开发和制造，还提供必要的机车维护和维修服务。但在2014年底公司營運策略改變，运输部门不再是核心业务的一部分。
各个公司由控股公司Vossloh AG集中协调，并以福斯羅品牌共同營運。 

### 核心组件
核心组件部门以工业规模，大量生产鐵路基礎設施所需的标准化产品。 
福斯羅的業務部門Tie Technologies在北美制造混凝土铁路枕木。此外，在美国還自有六个生产基地，在墨西哥有另一个生产基地。 

### 客製化模組
本部门开发和制造用于铁路基础设施的系统，必须针对客户和项目個別调整。安装和维护也是福斯羅的相關業務。 

### 生命周期解决方案
Vossloh的生命周期解决方案部门提供与轨道相关的服务。这包括长鋼軌焊接和运输，軌道與轉轍器的維護與预防性保养，以及旧铁轨的修复和回收。 

### 运输
运输部门生产鐵路机车并提供相关服务。 

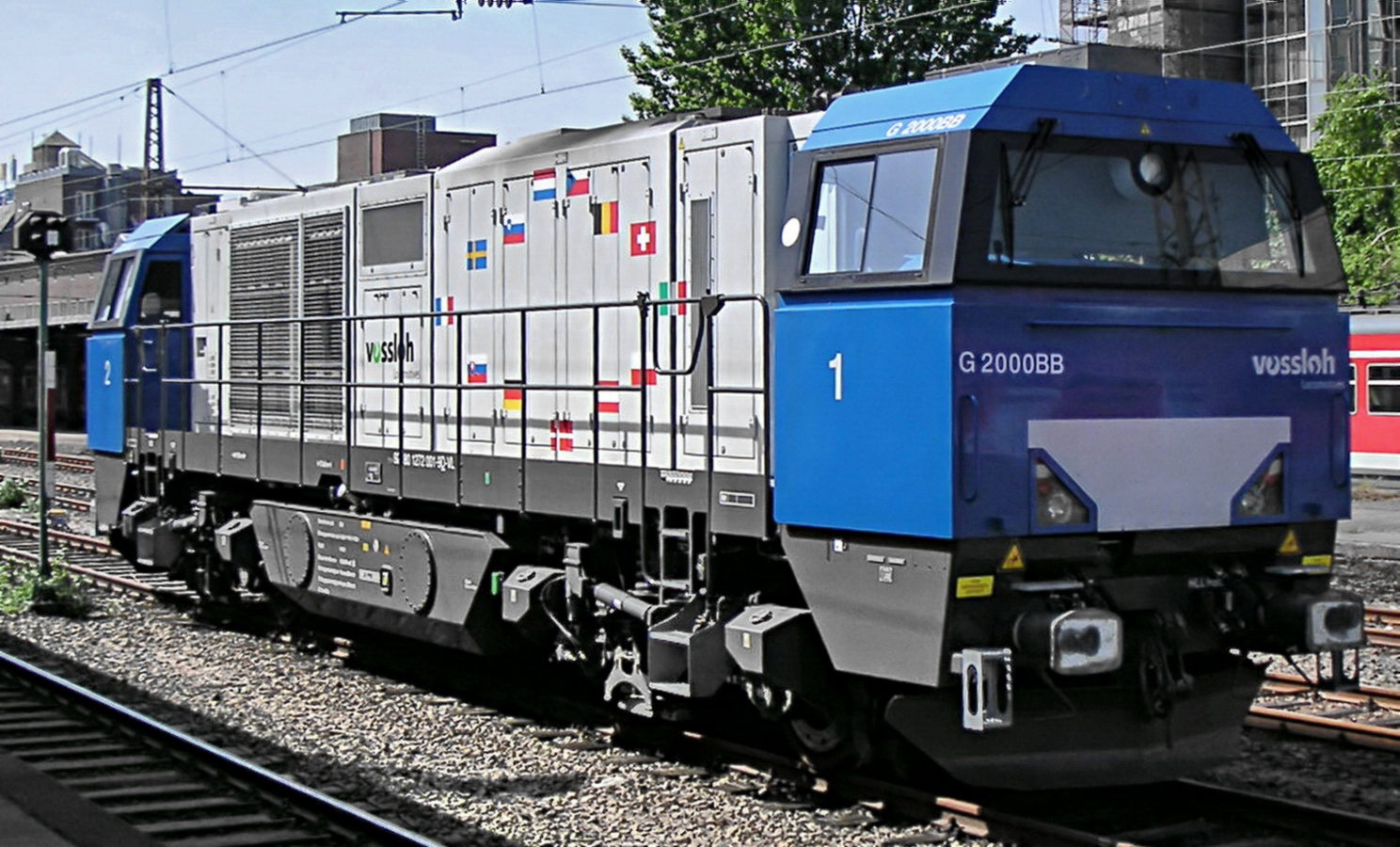
Vossloh G2000 BB柴油机车

Vossloh Locomotives GmbH原為基尔機械製造廠，生产的柴電與柴液機車特色是駕駛室在車體中間，用于货运和调车，均采用环保技术，并在许多欧洲国家获得核准使用。